# Robert Wetzel (Mediziner)

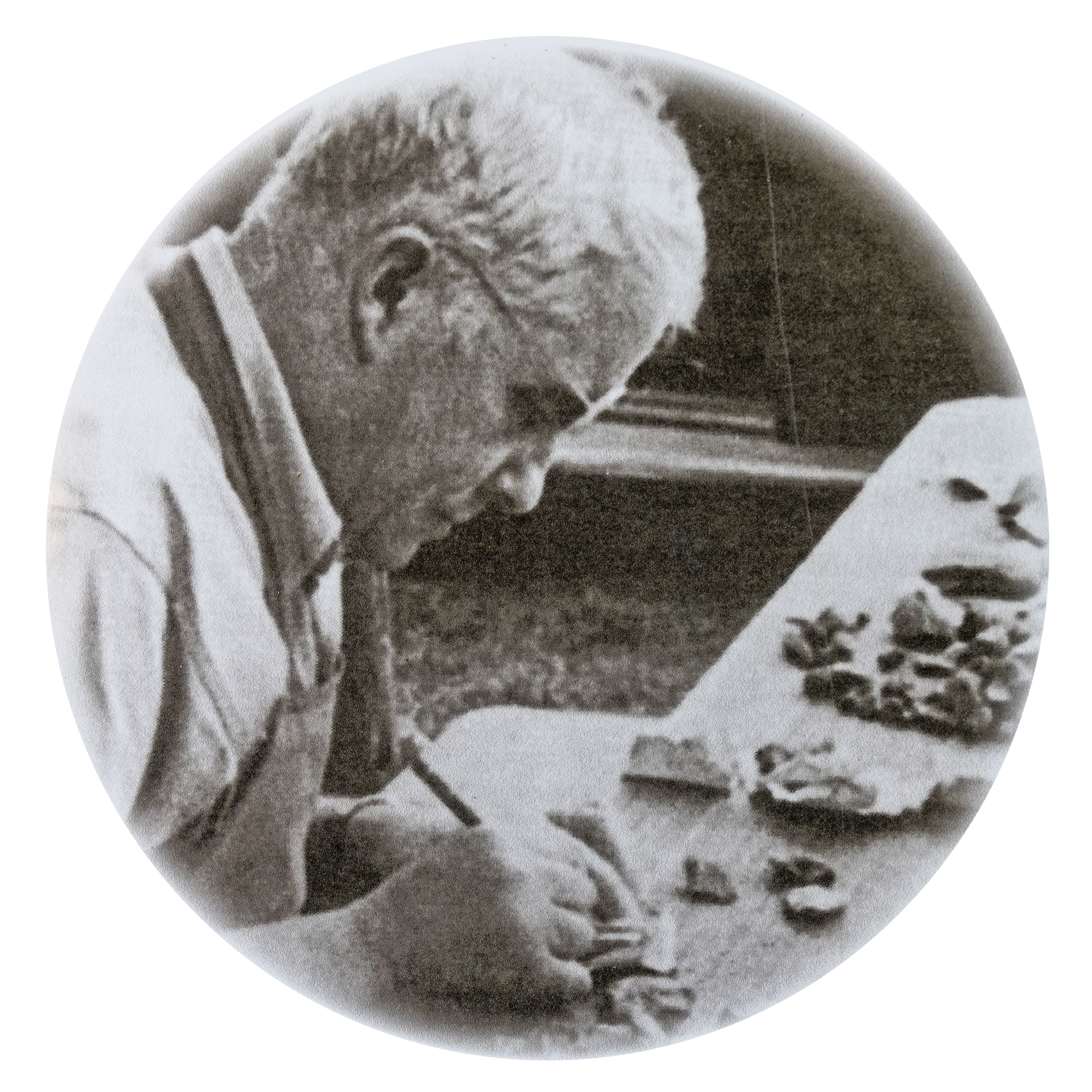
Robert Wetzel

Robert Wetzel (* 30. September 1898 in Tübingen; † 3. April 1962 ebenda) war ein deutscher Anatom, Paläontologe, Prähistoriker und Hochschullehrer.

## Leben
Wetzel war der Sohn eines Rechtsanwalts. Nach dem Abitur nahm er von 1916 bis 1918 am Ersten Weltkrieg teil. Nach Kriegsende absolvierte er ein Studium der Medizin an den Universitäten Heidelberg und München. Nach Studienende promovierte er 1923 bei dem Münchner Histologen Friedrich Wassermann zum Dr. med. Ab 1924 war er Assistent der Anatomen Hermann Braus (1868–1924) und Hans Petersen an der Universität Würzburg, wo er sich 1926 habilitierte und danach Prosektor war. Aufgrund einer schweren Erkrankung im Mai 1928 (Querschnittlähmung und Blindheit) war Wetzel bis zu seiner vollständigen Genesung für ein halbes Jahr nicht arbeitsfähig. Im Februar 1932 wurde er zum außerplanmäßigen Professor an der Universität Würzburg ernannt.
Im Zuge der Machtübergabe an die Nationalsozialisten trat Wetzel 1933 der NSDAP und SA bei. Er wurde Vertrauensmann des SD und wechselte 1937 von der SA zur SS (SS-Nummer 290.193), bei der er 1943 bis zum SS-Sturmbannführer aufstieg.
Nach einer halbjährigen Lehrstuhlvertretung für Anatomie an der Universität Gießen folgte er dem Ruf an die Universität Tübingen, wo er ab Oktober 1936 den Lehrstuhl für Anatomie bekleidete und als Direktor das anatomische Institut leitete (Urgeschichte, Paläontologie). Seine Berufung nach Tübingen erfolgte wohl nicht aus politischen Erwägungen, sondern aufgrund seiner wissenschaftlichen Leistungen und Veröffentlichungen. In Tübingen wandte er sich jedoch immer mehr der Politik zu und übernahm einflussreiche hochschulpolitische Führungspositionen. Von 1937 bis 1940 war er Prorektor der Universität Tübingen (mit Unterbrechungen). Vor allem aber amtierte er von November 1938 bis 1944 als örtlicher Leiter des NS-Dozentenbundes und der NS-Dozentenschaft. Zudem wurde er Präsident einer von ihm angeregten Wissenschaftlichen Akademie des NS-Dozentenbundes. In Funktion des örtlichen Dozentenbundführers folgten ab 1940 Auseinandersetzungen mit dem Reichserziehungsministerium. Er wurde 1940 zudem Schriftleiter der Zeitschrift Deutschlands Erneuerung.
Während des Zweiten Weltkrieges leitete Wetzel die örtliche Studentenkompanie. Gegen Kriegsende nahm er Schießübungen mit seinen Assistenten im Institutskeller vor. Ab Dezember 1944 gehörte er dem Volkssturm an, bei dem er kurz darauf Kompanieführer wurde. In dieser Zeit nahm er Lehrveranstaltungen nur sporadisch wahr, wurde jedoch vom Extraordinarius Walther Jacobj vertreten.
Nach Kriegsende wurde Wetzel 1945 vom Professorenamt in Tübingen suspendiert und befand sich in alliierter Internierung. Seine Wiederaufnahme in den Lehrkörper scheiterte am Widerstand der Medizinischen Fakultät Tübingen.
Der ehemalige Nationalsozialist wandte sich Ende Februar 1952 schriftlich an den zur NS-Zeit in die Vereinigten Staaten emigrierten Historiker Hans Rothfels anlässlich dessen Schrift zur deutschen Opposition und schrieb von seinem „Einzelfall als Beispiel“, „daß eine – gewiß unzulängliche – german opposition bis weit hinein in Partei, SS, SD bestanden hat, und daß sie zwar im Namen eines von ihr bejahten (ihres eigenen) Nationalsozialismus gesprochen hat, aber nicht für die Partei“. Ab 1953 nahm Wetzel Lehraufträge an der Technischen Hochschule Stuttgart und der medizinischen Fakultät der Universität Tübingen (Tomografische Anatomie) wahr.
Robert Wetzel war der Bruder des Architekten und Stadtplaners Heinz Wetzel und verwandt mit dem Würzburger Hygieniker Karl Bernhard Lehmann.

## Wirken

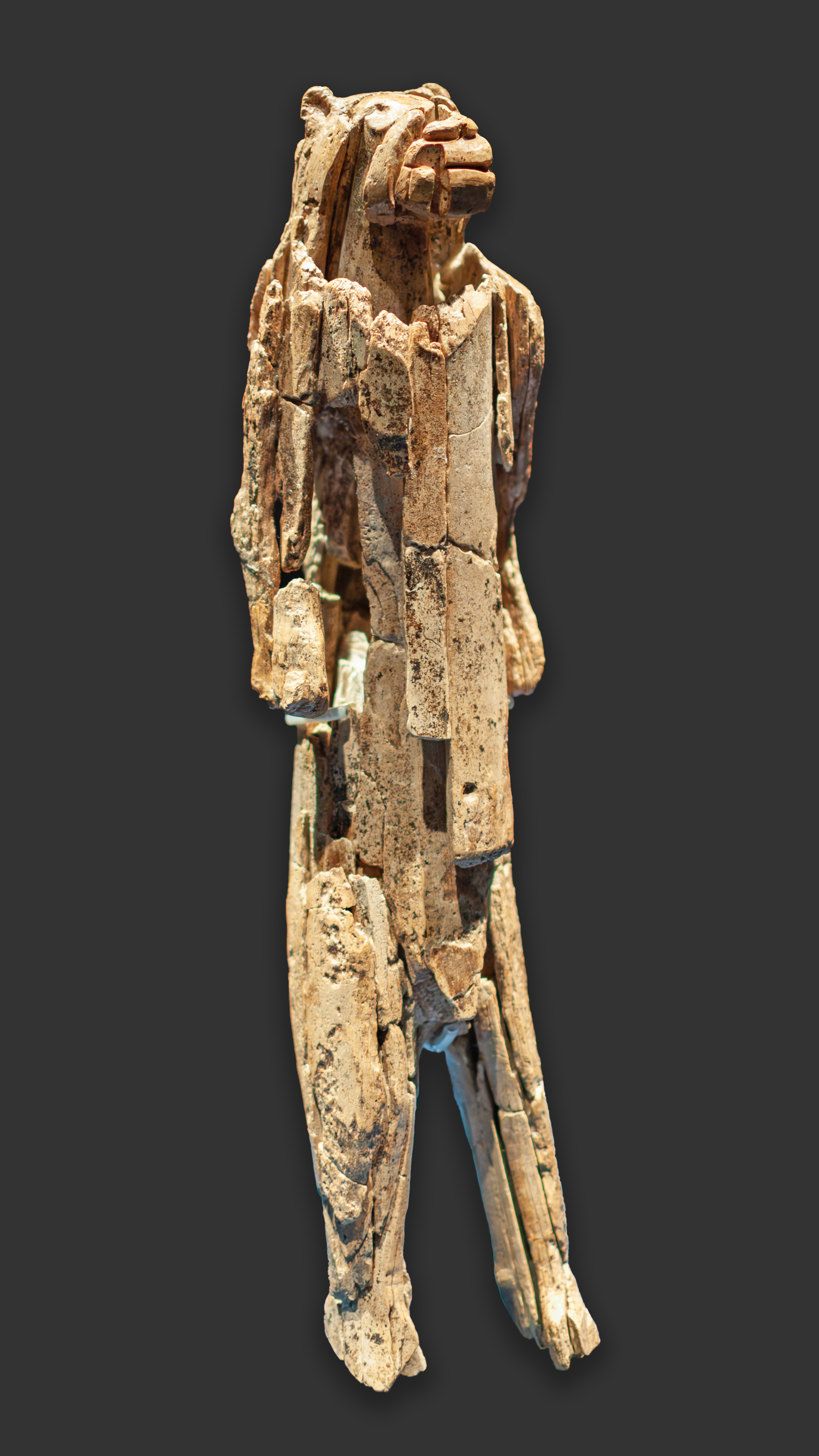
Noch nicht ahnen konnten Robert Wetzel und sein Team bei den Ausgrabungen in der Stadel-Höhle, dass diese 1939 gefundenen Überreste 74 Jahre später in dieser Weise passend zusammengesetzt werden würden: als Löwenmensch

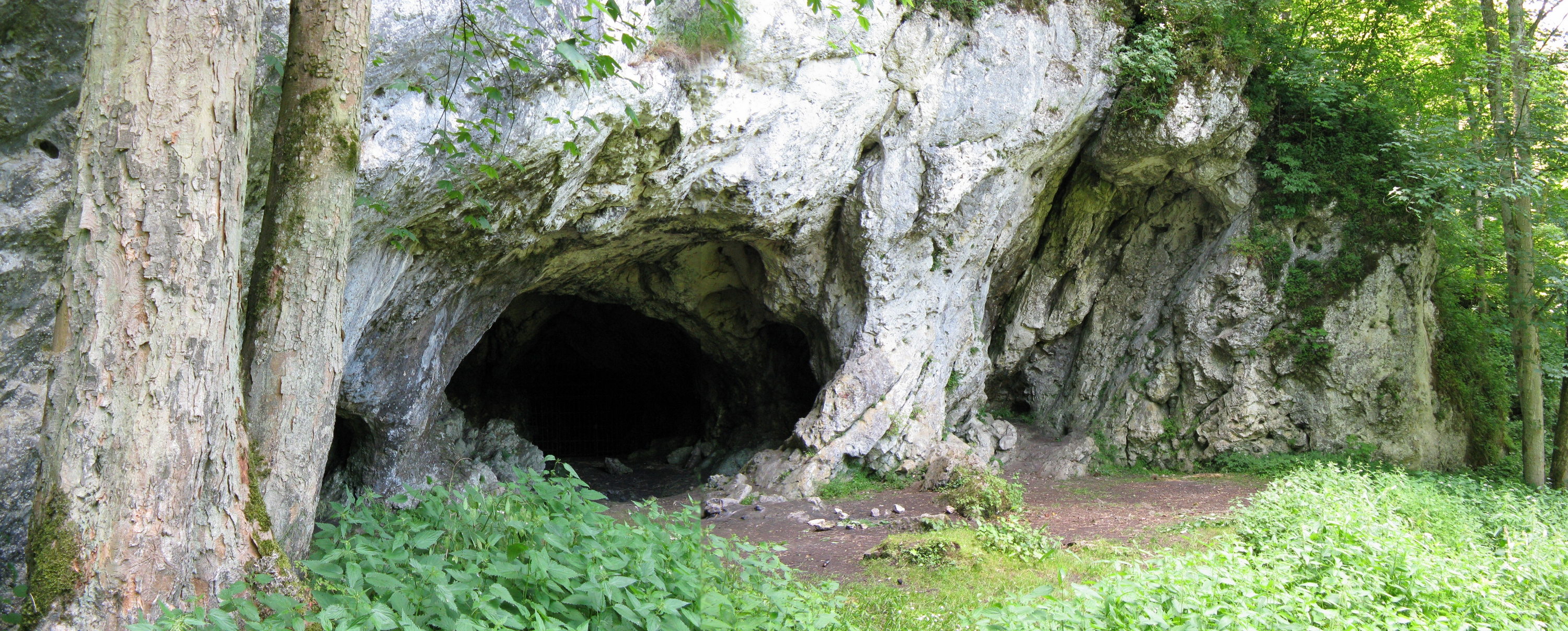
Am Hohlensteinstadel wirkte Robert Wetzel über Jahrzehnte als archäologischer Grabungsleiter

In Würzburg nahm Wetzel, angeregt von dem auf dem Gebiet der experimentellen Embryologie arbeitenden Braus, von 1924 als Assistent bis 1936 als Extraordinarius Forschungen zur Primitiventwicklung (Embryonalentwicklung) des Hühnchens und zu Hirnventrikeln vor. In Würzburg und Tübingen hatte er komplette Körper in zwei cm dicke Gefrierschnitte zerlegt, was in dieser Gesamtheit einmalig war. Diese Schnitte ließ er auf Lehrtafeln darstellen, zu einer geplanten Veröffentlichung kam es jedoch nicht.
Zudem galt Wetzels Forschungsinteresse der Urgeschichte. Wetzel leitete in den 1930er Jahren und – nach kriegsbedingter Unterbrechung – bis 1962 Ausgrabungen im Lonetal auf der Schwäbischen Alb. Auch publizierte er dazu. Während dieser Grabungen fand der Geologe Otto Völzing 1939 in der Stadel-Höhle am Felsmassiv Hohlenstein als Grabungsleiter die Fragmente von Mammutelfenbein. Testamentarisch übereignete Robert Wetzel alle seine Grabungsfunde aus dem Lonetal durch Schenkung dem Ulmer Museum.
Allerdings wurden deren hohe Bedeutung dort erst nach einer ersten Zusammensetzung 1969 durch Joachim Hahn zum Löwenmenschen erkannt. Der Löwenmensch ist seit seiner ersten Zusammensetzung und erst recht nach seiner grundlegenden Neuzusammensetzung 2013 als Original ein zentrales Exponat der Ulmer Dauerausstellung.

## Auszeichnungen
- Ehrenprofessor der Universität Caracas (Universidad Central)[2]

## Schriften (Auswahl)
- Die wissenschaftliche Akademie Tübingen des nationalsozialistischen Deutschen Dozentenbundes. In: Robert Wetzel / Hermann Hoffmann (Hrsg.): Wissenschaftliche Akademie Tübingen des NSD-Dozentenbundes, Band 1: 1937, 1938, 1939, Tübingen: Mohr 1940, S. 17–32.
- Die Lontalarbeit als Gemeinschaftsforschung. In: Robert Wetzel / Hermann Hoffmann (Hrsg.): Wissenschaftliche Akademie Tübingen des NSD-Dozentenbundes, Band 1: 1937, 1938, 1939, Tübingen: Mohr 1940, S. 79–93.
- Lebendige Einheit und organische Gliederung. In: Robert Wetzel / Hermann Hoffmann (Hrsg.): Wissenschaftliche Akademie Tübingen des NSD-Dozentenbundes, Band 1: 1937, 1938, 1939, Tübingen: Mohr 1940, S. 140–158.
- Die Bocksteinschmiede mit dem Bocksteinloch, der Brandplatte und dem Abhang sowie der Bocksteingrotte, I.Teil, W. Kohlhammer Verlag, Stuttgart 1958.
- Die Bocksteinschmiede im Lonetal, Teil I: Text, Teil II: Tafeln, Verlag Müller & Gräff Kommissionsverlag Stuttgart 1969, hrsg. von Gerhard Bosinski.